# Abdulchan Abdurachmanovič Achtamzjan
Abdulchan Abdurachmanovič Achtamzjan (rusky Абдулхан Абдурахманович Ахтамзян; 10. prosince 1930 Moskva – 27. června 2018 Moskva) byl sovětský a ruský historik tatarského původu, specialista na historii mezinárodních vztahů a diplomacie XX. století.

## Život
Vystudoval večerní školu pro pracující mládež v roce 1949 a poté fakultu historie mezinárodních vztahů na Státním institutu mezinárodních vztahů v Moskvě. Postgraduální studium ukončil v roce 1958. V roce 1960 obhájil svou práci na téma Invazivní politika německého imperialismu vůči sovětskému Rusku během brestského období (listopad 1917 – listopad 1918).
Od roku 1957 pracoval v Institutu mezinárodních vztahů (v letech 1971–1974 jako tajemník stranického výboru a šéfredaktor nakladatelství). V roce 1974 obhájil disertační práci na téma Rapallská politika – zkušenost mírového soužití sovětského státu a Německa v letech 1922–1932. V letech 1977 až 1997 vedl oddělení historie a politiky zemí Evropy a Ameriky. Jeho hlavní vědecké práce jsou věnovány historii mezinárodních vztahů, historii Německa, Rakouska a dalších evropských zemí.
Byl předsedou Tatarské akademické společnosti v Moskvě.
Jeho syn Ildar je kandidátem historických věd a pracuje také v Institutu mezinárodních vztahů.

## Vyznamenání
- Řád přátelství mezi národy – Sovětský svaz
- Pamětní medaile 1000. výročí Kazaně – Rusko